# Albrecht Dürer

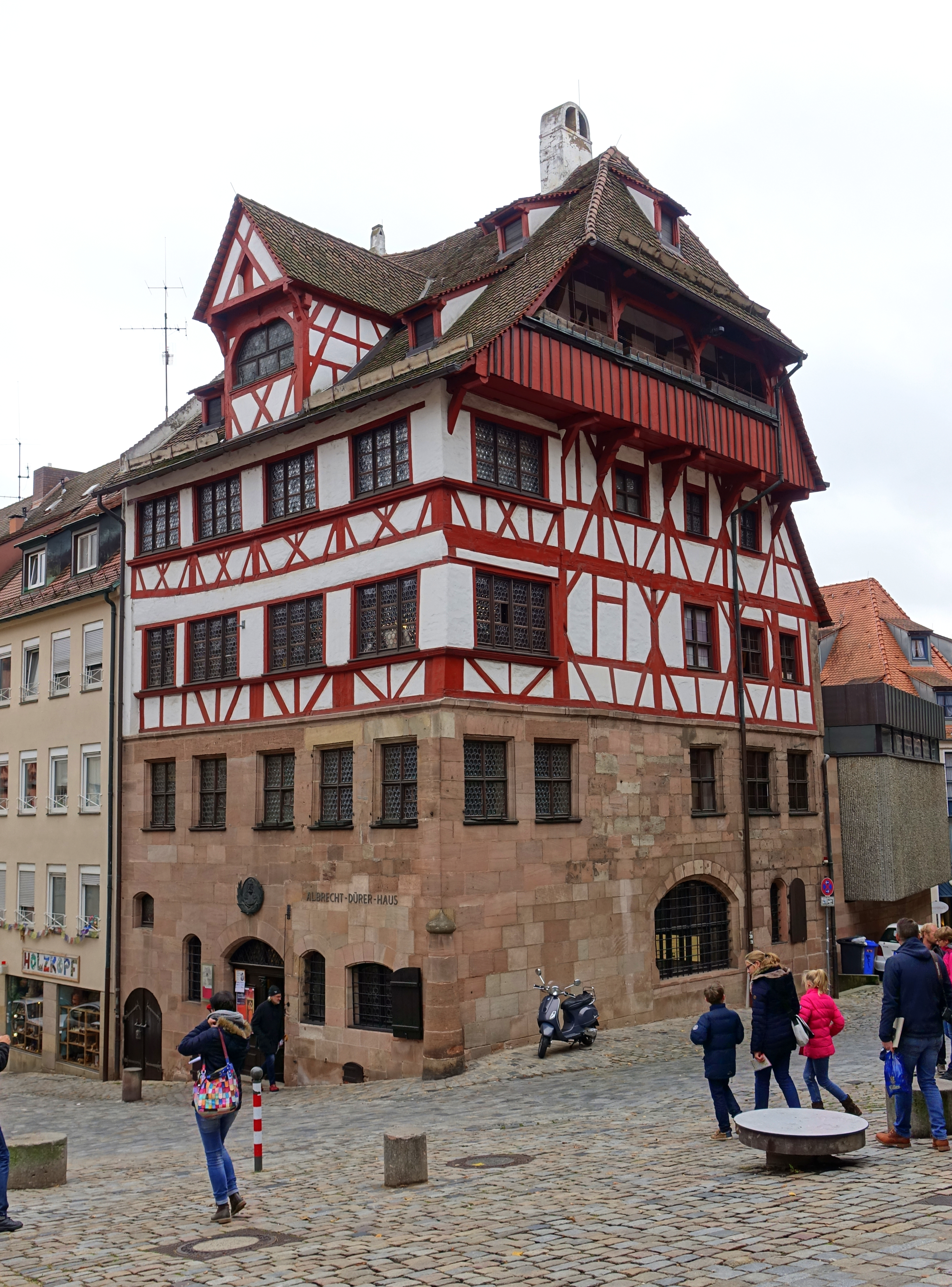
Albrecht Dürers hem från 1509 till hans död 1528.

Albrecht Dürer, född 21 maj 1471 i Nürnberg, död 6 april 1528 i Nürnberg, var en tysk målare, etsare, kopparstickare, grafiker och konstteoretiker.
Det var Dürer som på 1500-talet uppfann etsningskonsten, då han utförde några etsningar på järnplåt. Under 1500-talet var etsningen ofta beroende av kopparsticket, och de båda teknikerna kombinerades vanligen. Träsnittet var en grafisk teknik, som användes i stor omfattning under medeltiden. Dürer var en av de mest kända konstnärerna inom träsnittsgenren och hans serie med motiv från Apokalypsen, såsom Apokalypsens fyra ryttare från 1498 är mycket berömd. Träsnittet och kopparsticket har i hög grad utvecklats av Dürer och bidragit till konstens spridning både i böcker och i form av självständiga konstverk. Bland Dürers kopparstick märks Riddaren, döden och djävulen (1513) och Hieronymus i studerkammaren (1514). Som målare väckte Dürer stort intresse, såsom hans individualiserade De fyra apostlarna (1526), även kallad De fyra temperamenten, som var "hans testamente som evangelisk kristen" och som skänktes av konstnären till sin födelsestad Nürnberg, nu finns målningarna på konstmuseet Alte Pinakothek i München.  De fyra gestalterna, Johannes och Petrus, som var bibliska apostlar, Markus och Paulus, som var lärjungar, förkroppsligar de fyra temperamenten. Dürer var mycket intresserad av medicin och psykologi, och han grubblade ständigt över de gåtfulla drag han såg hos mänskligheten. 
Dürer genomförde flera resor i Europa och förenade teoretiska insikter, hämtade från den italienska renässansen, med den nederländska och tyska konstens traditioner. Han utsågs 1512 till hovmålare hos kejsar Maximilian I och senare hos dennes efterträdare Karl V.

## Biografi

### Uppväxt och utbildning
Albrecht Dürer föddes som tredje barnet i en skara om 18 syskon. Av dessa uppnådde tre vuxen ålder. Han påbörjade utbildning till guldsmed genom att i trettonårsåldern börja som lärling hos fadern. Då hade Dürer redan börjat teckna. Ett tidigt självporträtt daterat finns från 1484. Det första måleriet, från 1490, var ett porträtt föreställande fadern. Mellan 1486 och 1490 gick Dürer i lära hos målaren Michael Wolgemut, som introducerade för honom Martin Schongauers verk samt det nederländska måleriet. Dürer lärde sig också att göra träsnitt, en teknik som möjliggjorde bildframställning i större upplagor. Efter lärlingsåren verkade Dürer som gesäll i bland annat Strassburg, Basel och Colmar. Våren 1494 gifte sig Albrecht Dürer med guldsmedsdottern Agnes Frey. Paret fick inga barn. Brodern Hans Dürer som även han blev konstnär var länge Albrechts medhjälpare särskilt vid träsnittsverken.

### Resor
Dürer företog flera resor i Europa, bland annat till Italien (1494) och Nederländerna. Han fick under dessa utlandsvistelser avgörande impulser beträffande den perspektiviska rumsuppfattningen samt figurmodellering genom förkortning. Inflytandet från Andrea Mantegna är tydligt. Jacopo de’Barbari, venetianare, men verksam i Tyskland, inspirerade Dürer att teckna kroki. I teckningarna fokuserade Dürer på människokroppen och kroppsdelarnas proportioner, ett tema som han arbetade med under hela sin fortsatta konstnärskarriär. Dürer förmedlade sina upplevelser av konsten i södra Europa till den tyska kultursfären och lade därmed grunden för den tyska högrenässansen. 

### Konstnärlig karriär
Åter från Italien i maj 1495 grundade han sin egen ateljé i Nürnberg till vilken flera elever knöts. Framgången och berömmelsen växte. Dürers ateljé var i början inriktad på produktion av grafiska blad och bokillustrationer. Träsnitt och kopparstick var de viktigaste teknikerna. Dürer målade även porträtt av sig själv och andra. Han utförde också akvareller med lantliga motiv. Från 1498 arbetade Dürer på beställning av den sachsiske kurfursten Fredrik III, bland annat altartavlor och porträtt i Wittenberg. Senare utförde han även altare i Dresden och München. Vid sekelskiftet 1500 utförde Dürer en serie träsnitt på temat Apokalypsen grundade på scener i Uppenbarelseboken. Apokalypsen omfattade 15 blad varav ett bar titeln Apokalypsens fyra ryttare. Två andra grafiska sviter med biblisk anknytning var Stora passionen i vilken Dürer skildrade Kristi lidande samt Jungfru Marias liv. 1506 reste Dürer en andra gång till Italien där han vistades främst i Venedig. Där träffade han flera av renässansens mest uppburna konstnärer, bland annat Giovanni Bellini och Rafael. Under inflytande av italienska mästare som Bellini och Leonardo da Vinci blev Dürers stil mjukare och förenklad.. Under Italienvistelsen målade Dürer Rosenkransfesten. 
Dürer köpte 1509 ett hus i Nürnberg. 1512 utsågs han till hovmålare hos kejsar Maximilian I och senare hos dennes efterträdare Karl V. Dürer var gäst vid Karl V:s kröning till tysk-romersk kejsare i Aachen den 23 oktober 1520. På återresan blev Dürer sjuk. Han tillfrisknade inte helt, utan levde med sviterna av sjukdomen fram till sin död 1528.
Dürer utgav 1525 en bok om teckningen och mätning. Han utgav även en bok om befästningar, Etliche Underricht zur Befestigung der Stett, Schloss und Flecken (1527), där han blev annat behandlade flera förslag att bygga fästningar med bastejer eller rundlar. Efter hans död utkom den viktiga Vier Bücher von menschlicher Proproportion. Dürer är representerad vid bland annat Göteborgs konstmuseum och Nationalmuseum.

## Målningar (urval)
- Självporträtt (1498).
- Självporträtt i pälsmantel (1500).
- Kristi begråtande (1500).
- Fälthare (1502).
- Konungarnas tillbedjan (1504).
- Rosenkransfesten (1506).
- Adam och Eva (1507).
- Tillbedjan av den heliga Treenigheten (1511).
- Madonnan med Jesusbarnet (1526).
- De fyra apostlarna (1526).
- Vinge av Blåkråka  (1512).

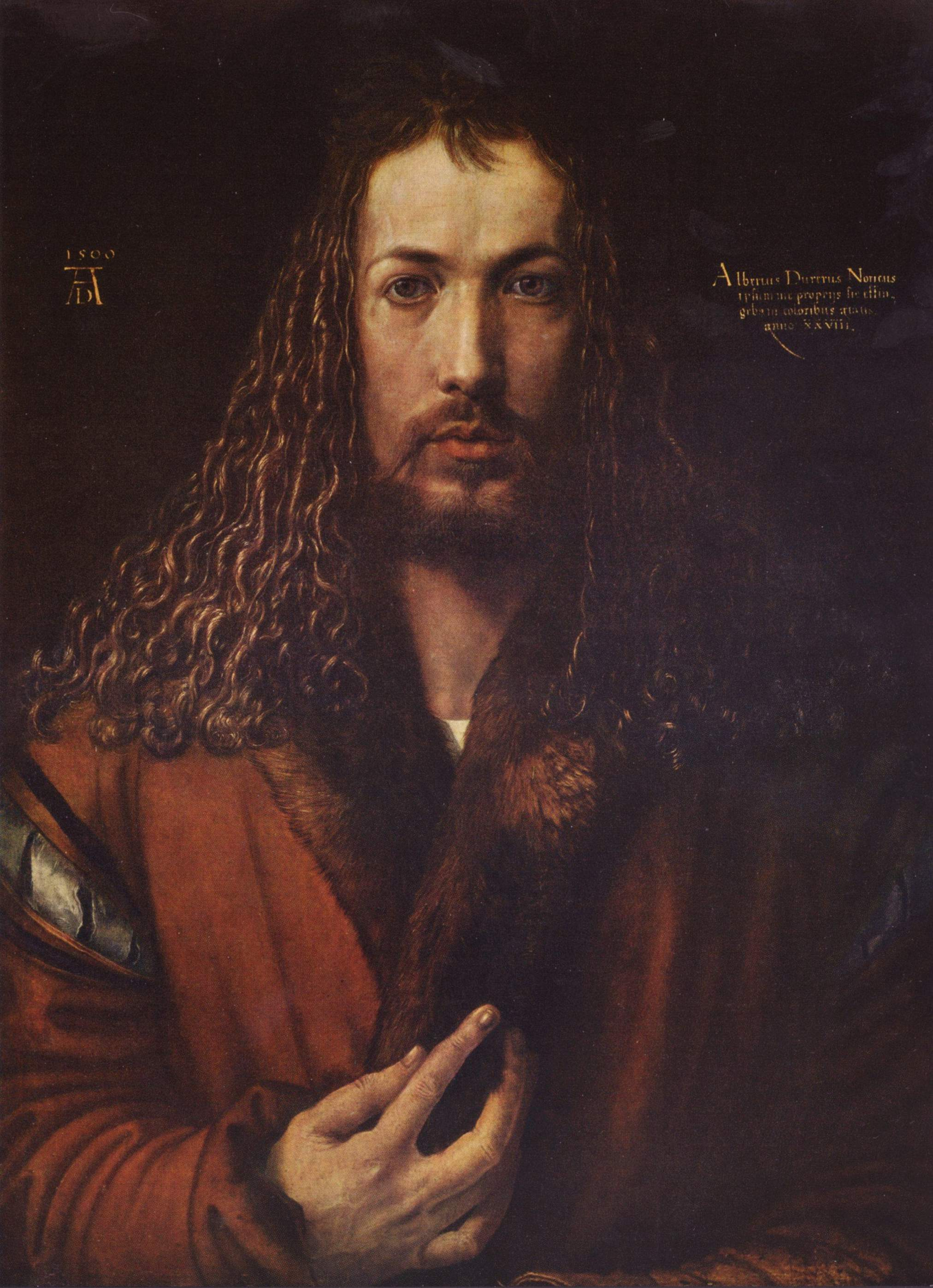
Självporträtt i pälsmantel 1500.
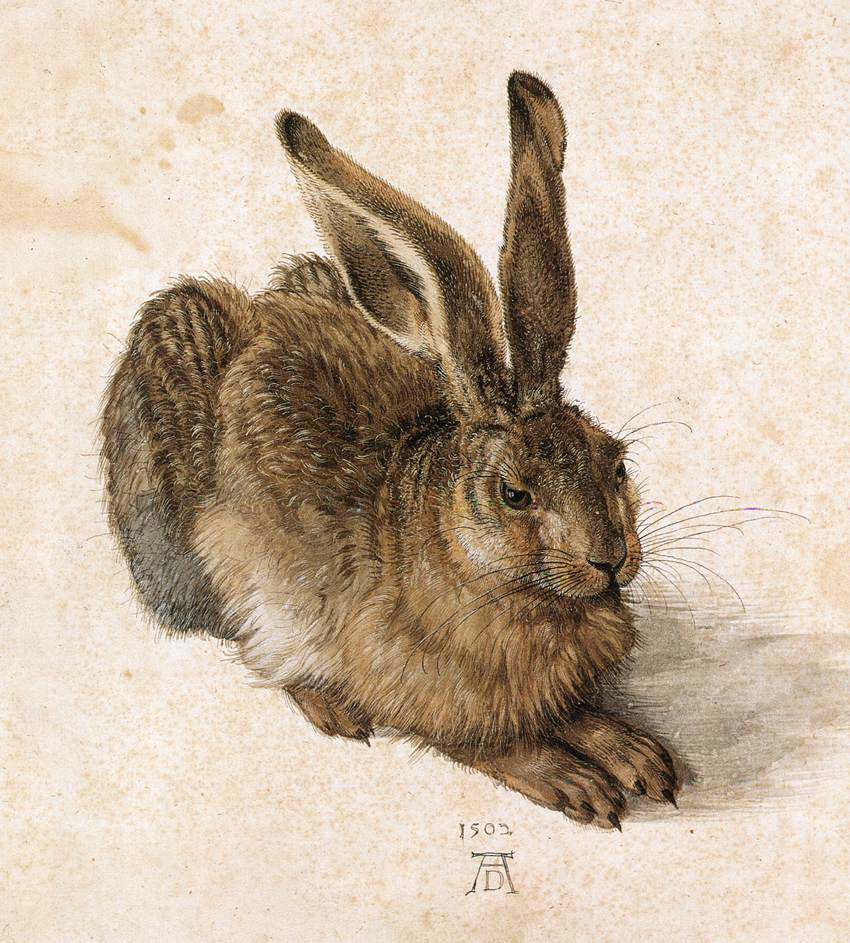
Fälthare (1502).
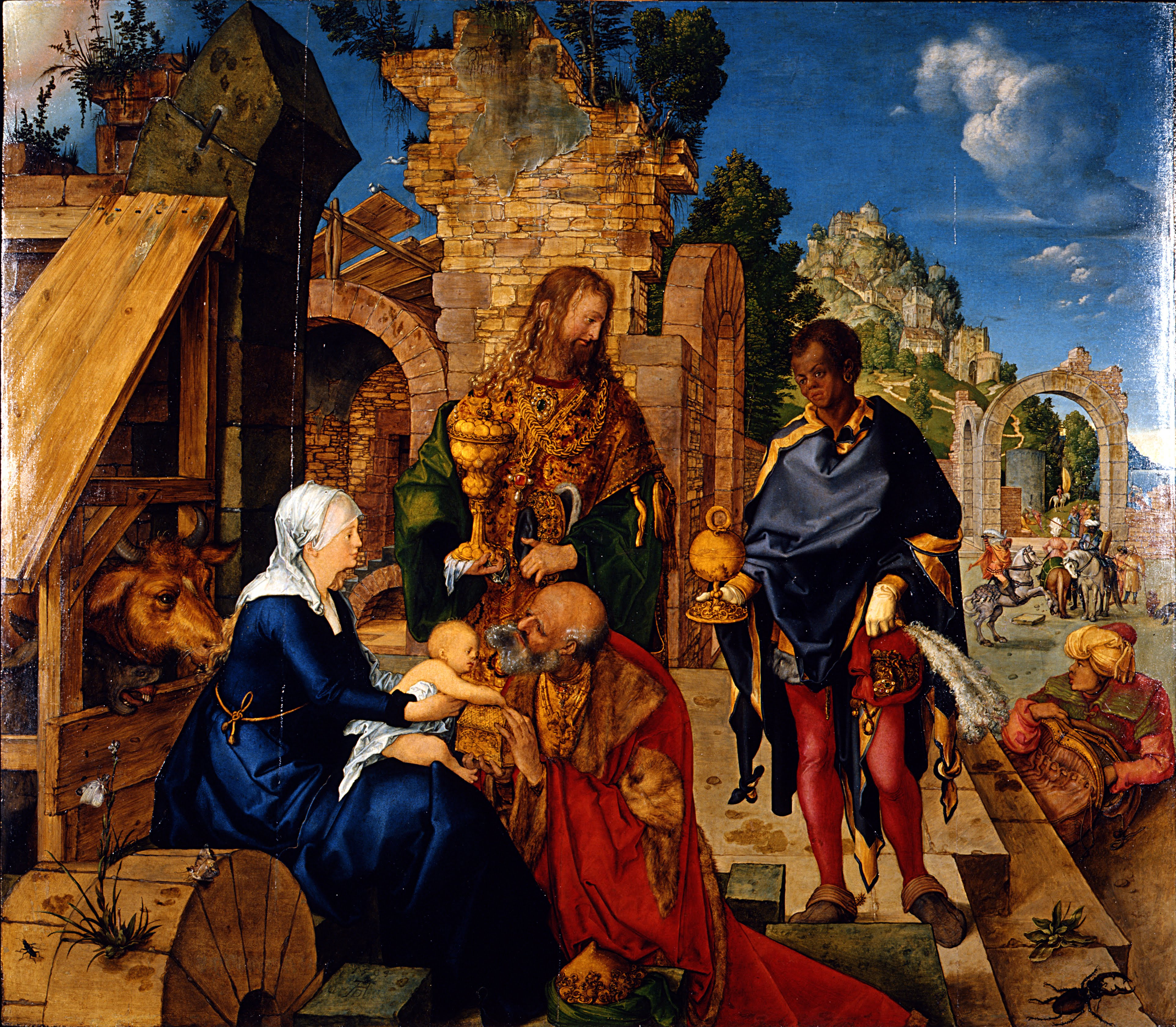
Konungarnas tillbedjan 1504.
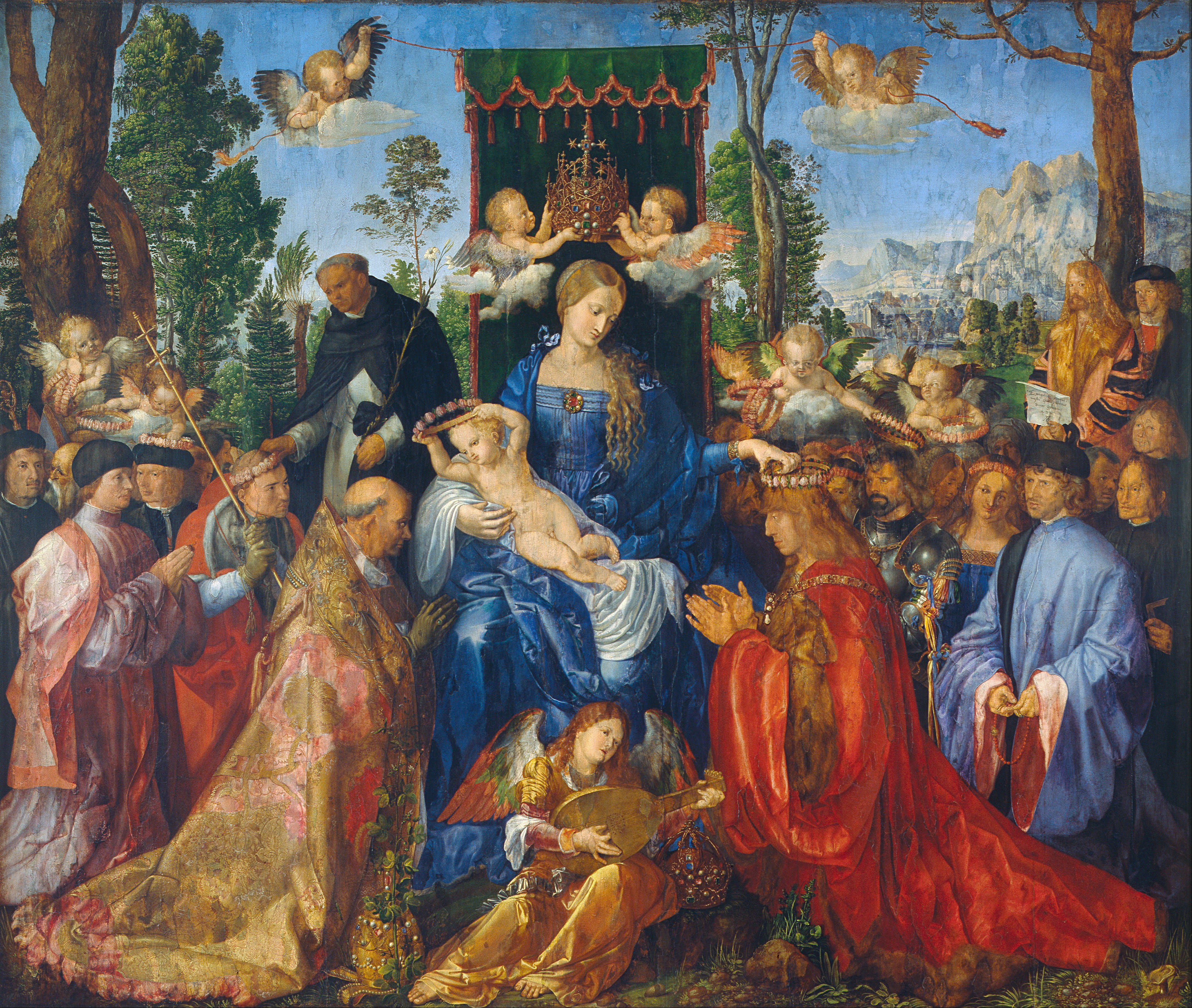
Rosenkransfesten 1506.
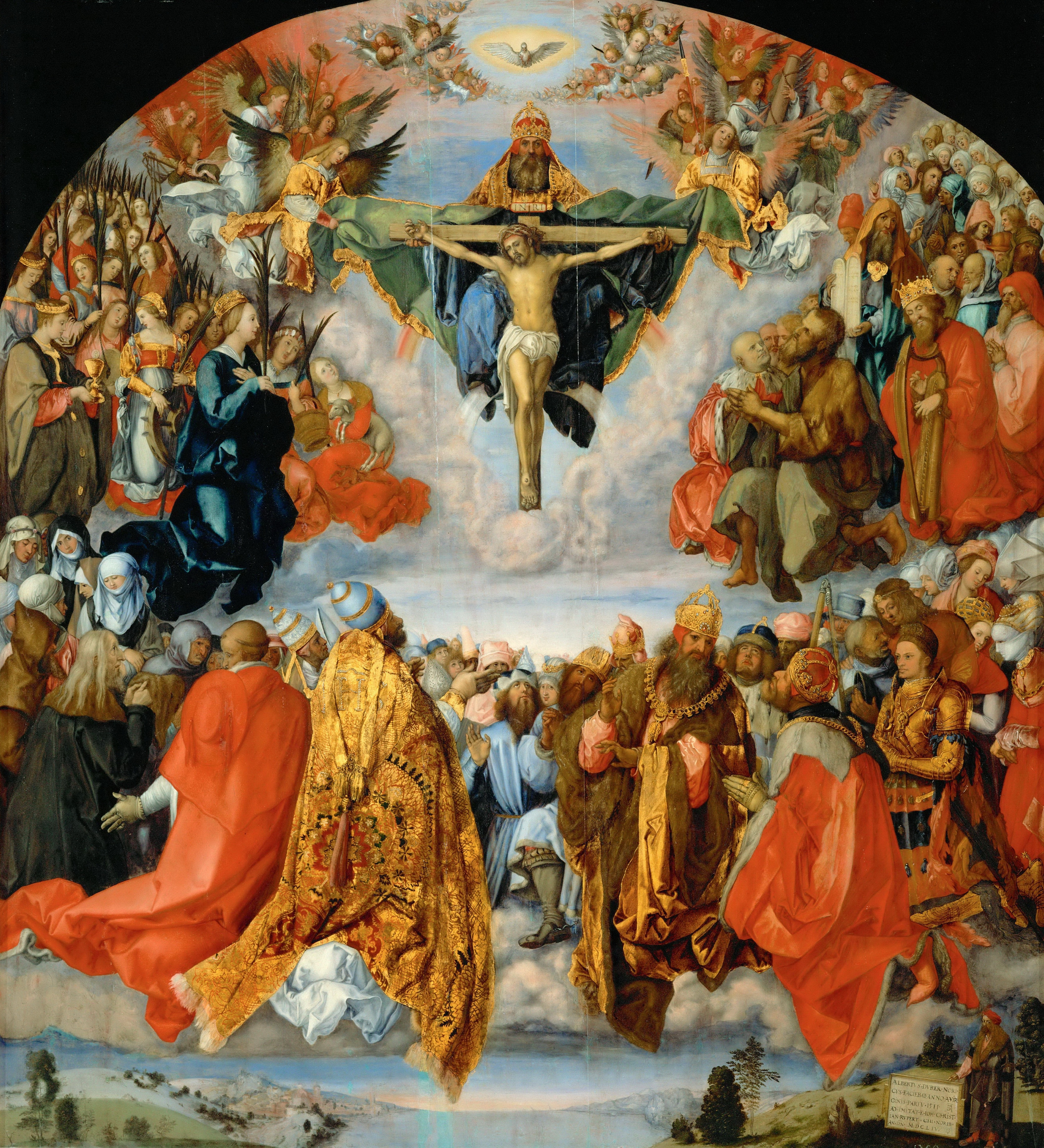
Tillbedjan av den heliga Treenigheten 1509–1516.
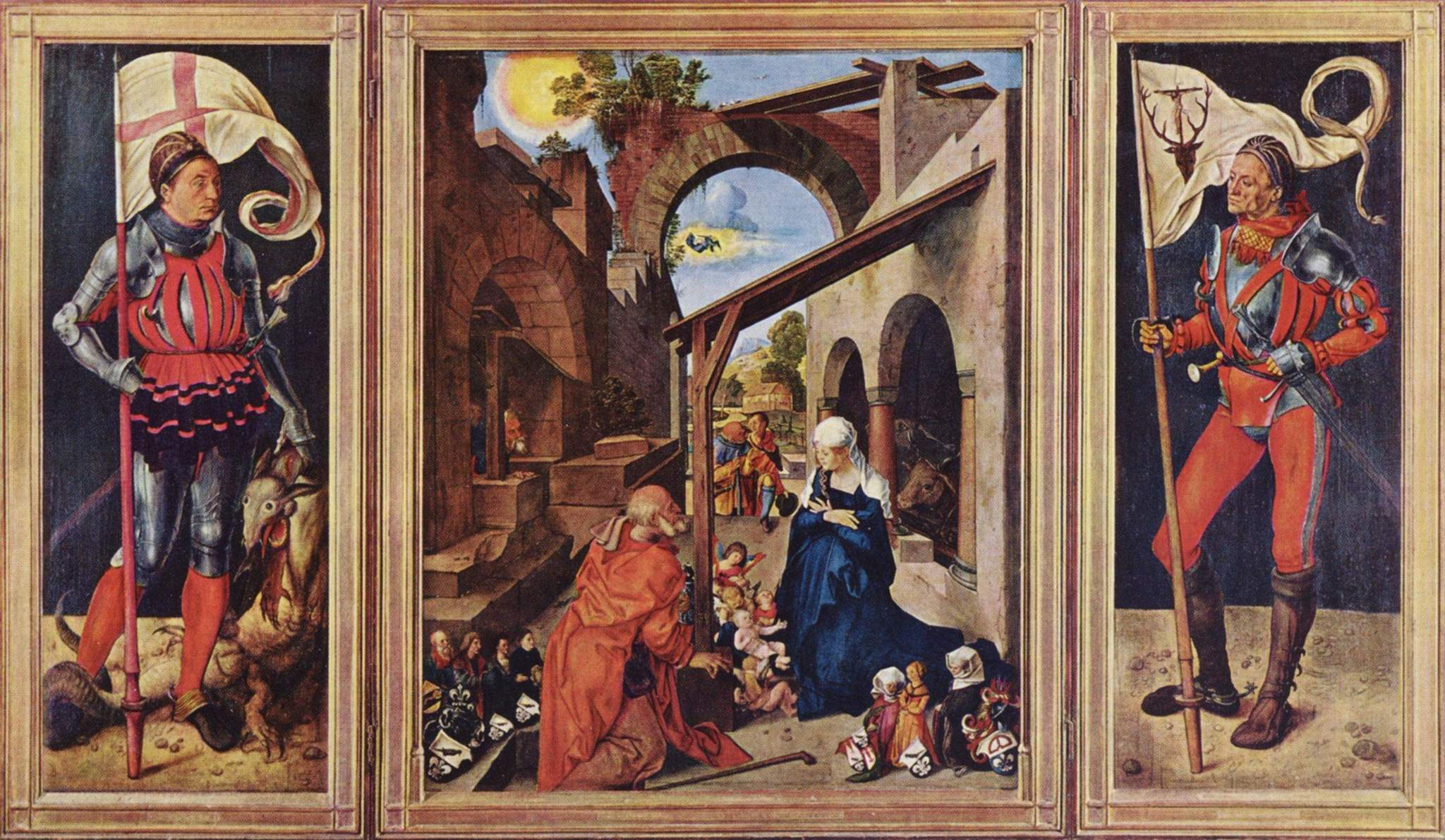
Paumgartneraltaret, cirka 1500.
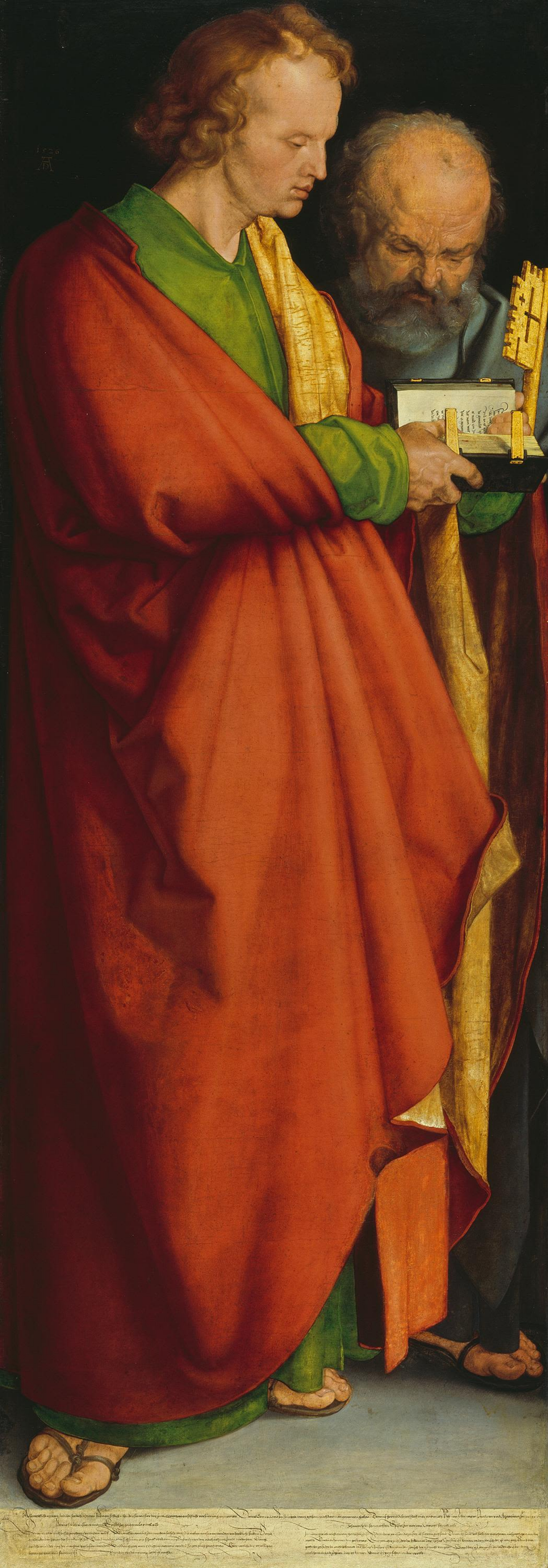
De fyra apostlarna, vänstra delen med Johannes och Petrus (1526), Alte Pinakothek, München.
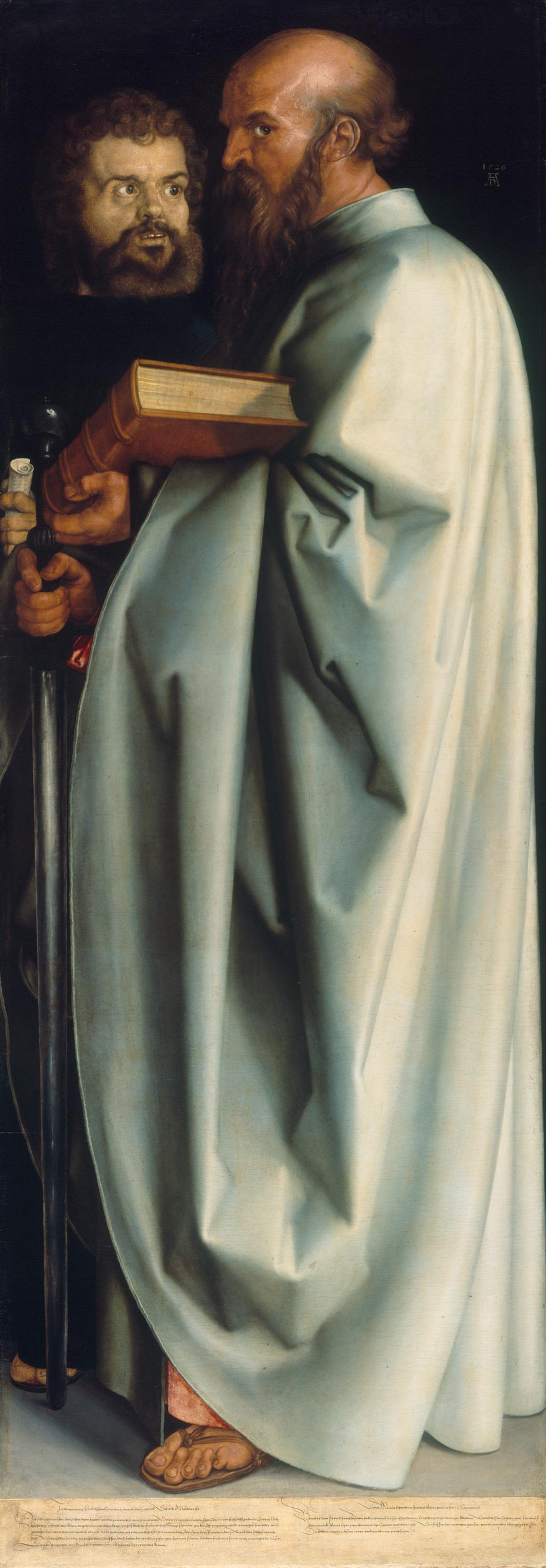
De fyra apostlarna, högra delen med Markus och Paulus (1526), Alte Pinakothek, München.
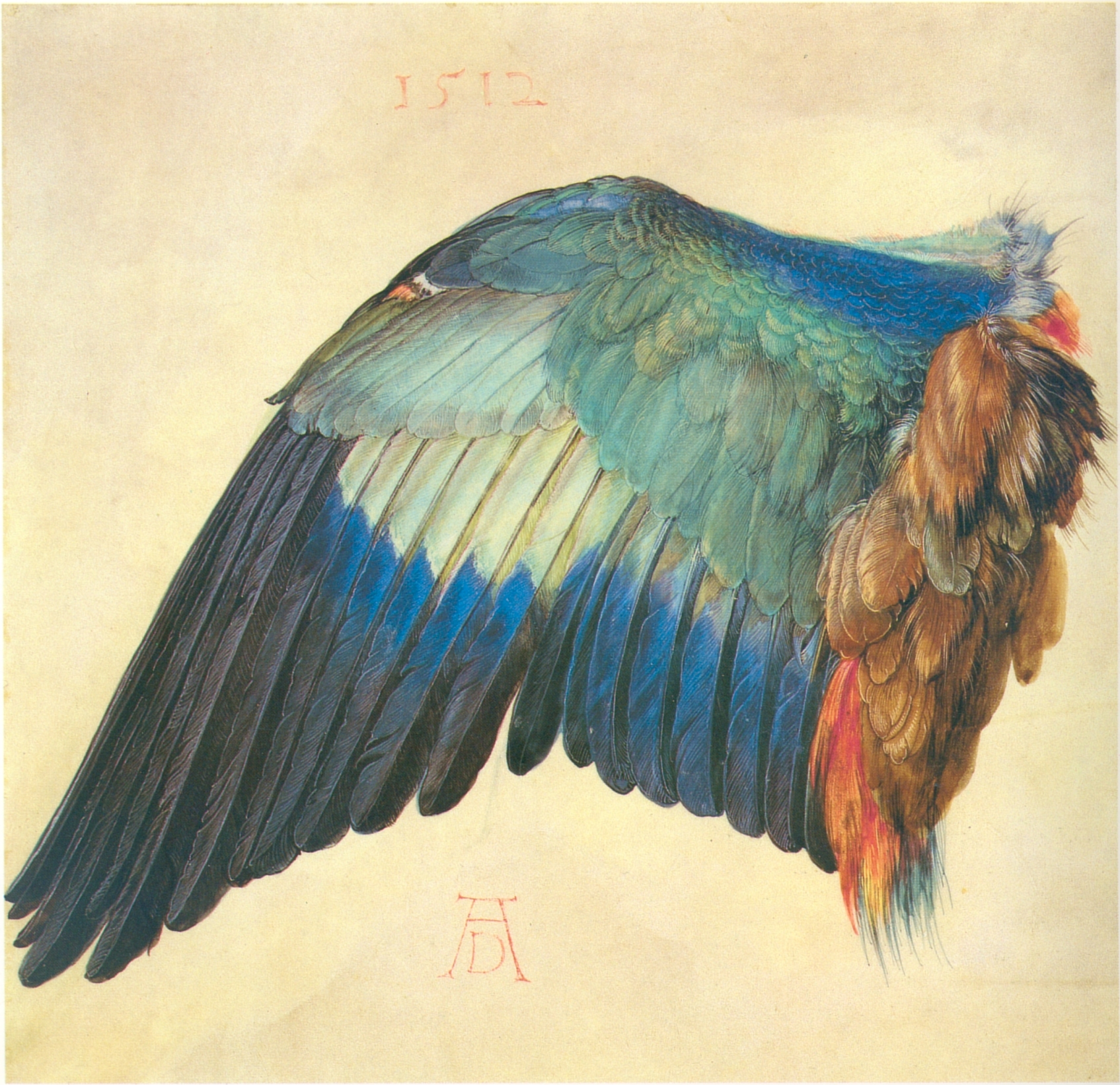
Blåkråkas vinge 1512.

## Grafik (urval)
- Apokalypsen, 1498, träsnitt.
  - Mikaels kamp med draken.
  - Apokalypsens fyra ryttare.
- Stora passionen, 1511, träsnitt.
- Lilla passionen, 1511, träsnitt.
- Jungfru Marias liv, 1500-1511, träsnitt.
- Riddaren, döden och djävulen, 1513.
- Hieronymus i studerkammaren, 1514, kopparstick.
- Melankolin, 1514.

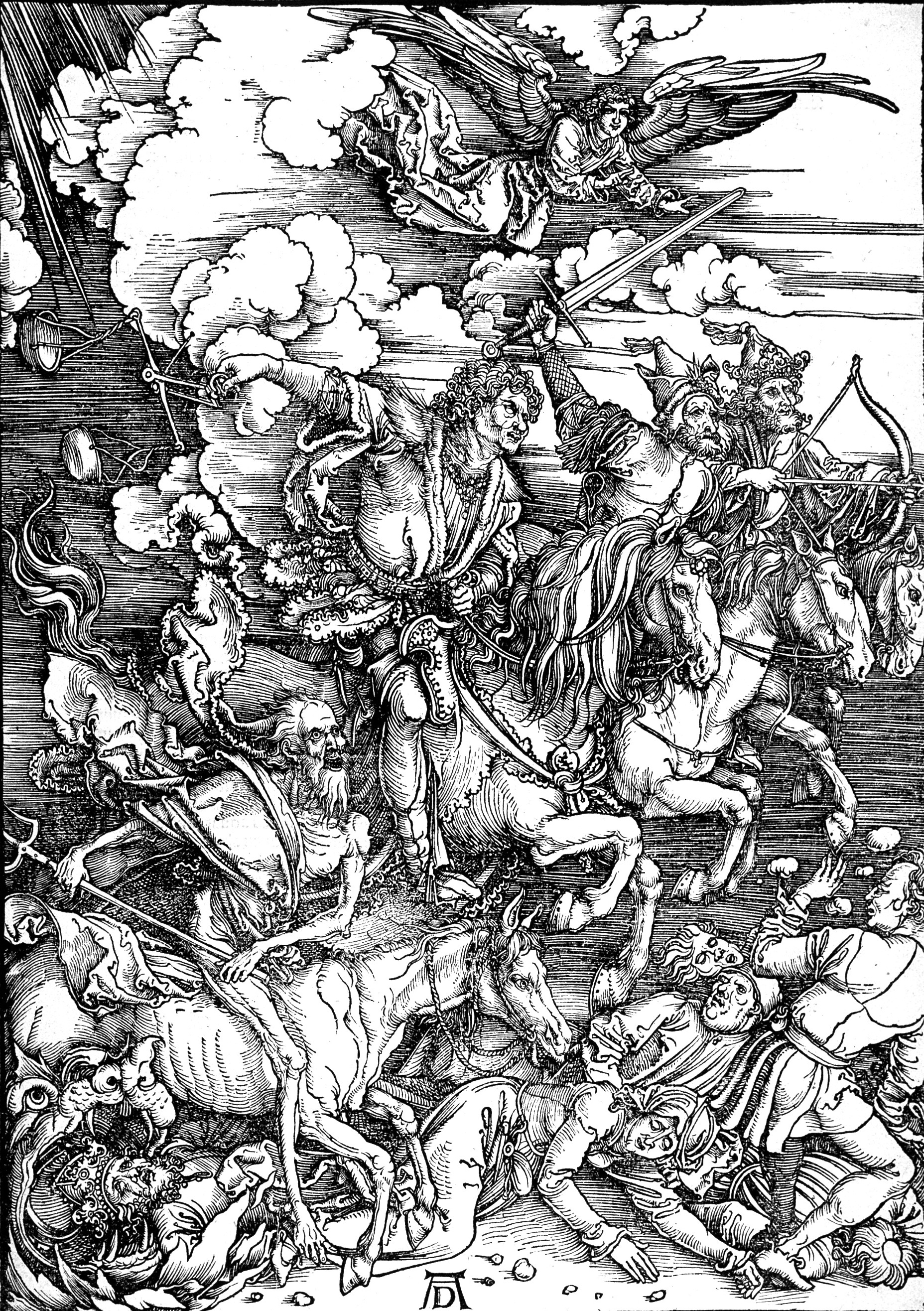
Apokalypsens fyra ryttare. Ur Apokalypsen 1498.
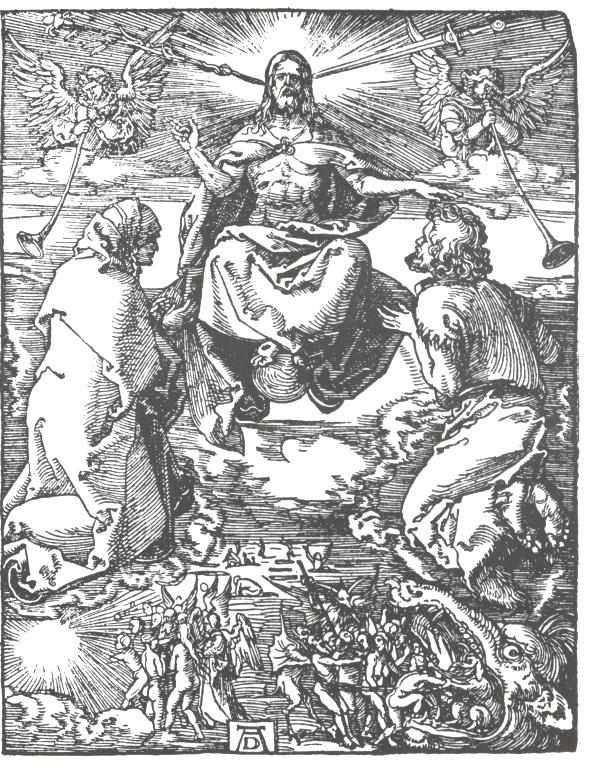
Yttersta domen cirka 1510.
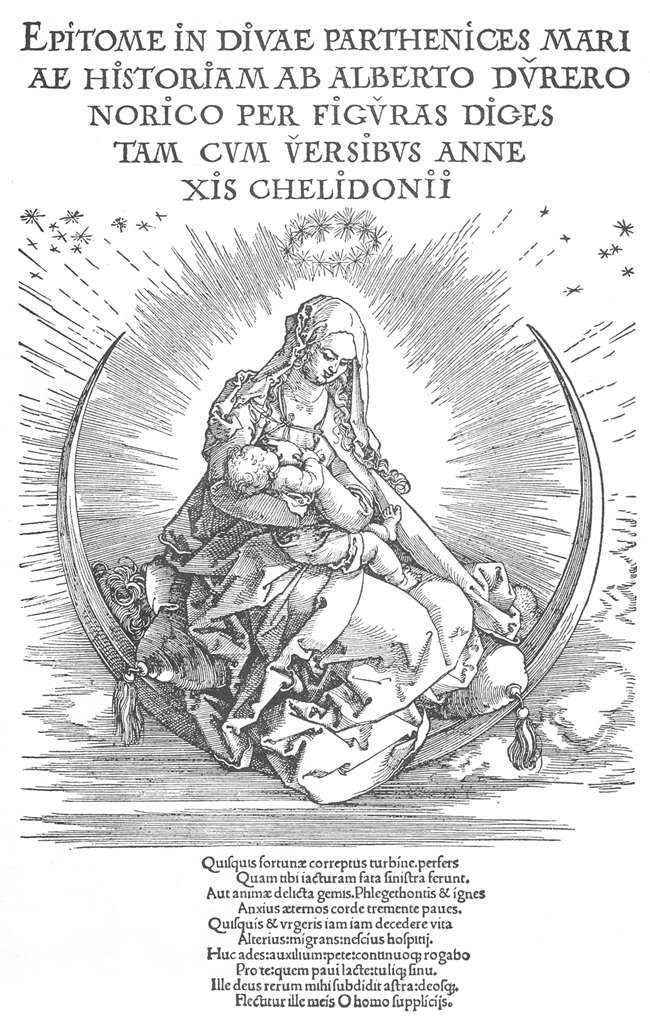
Titelbild till: Jungfru Marias liv 1511.
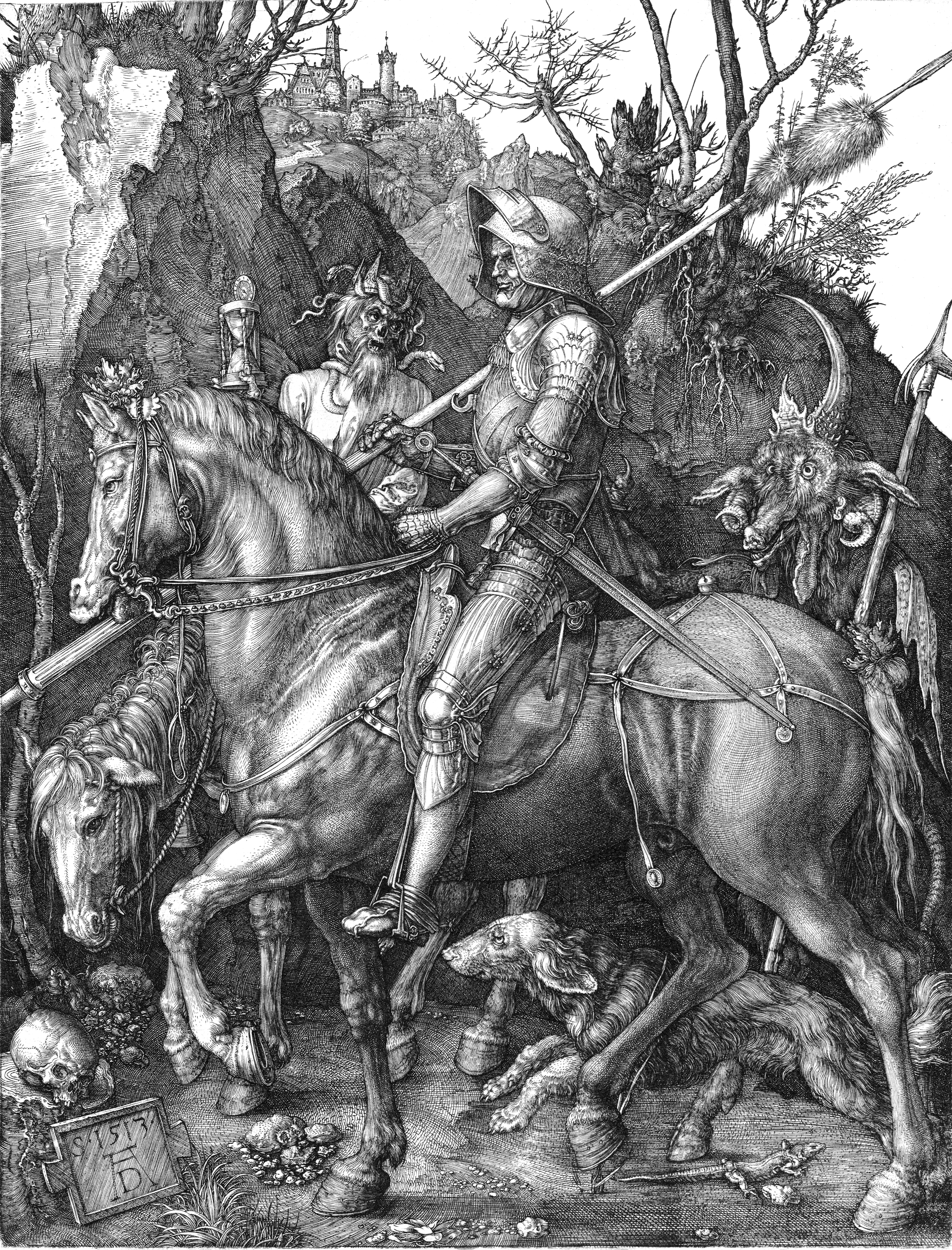
Riddaren, döden och djävulen 1513.
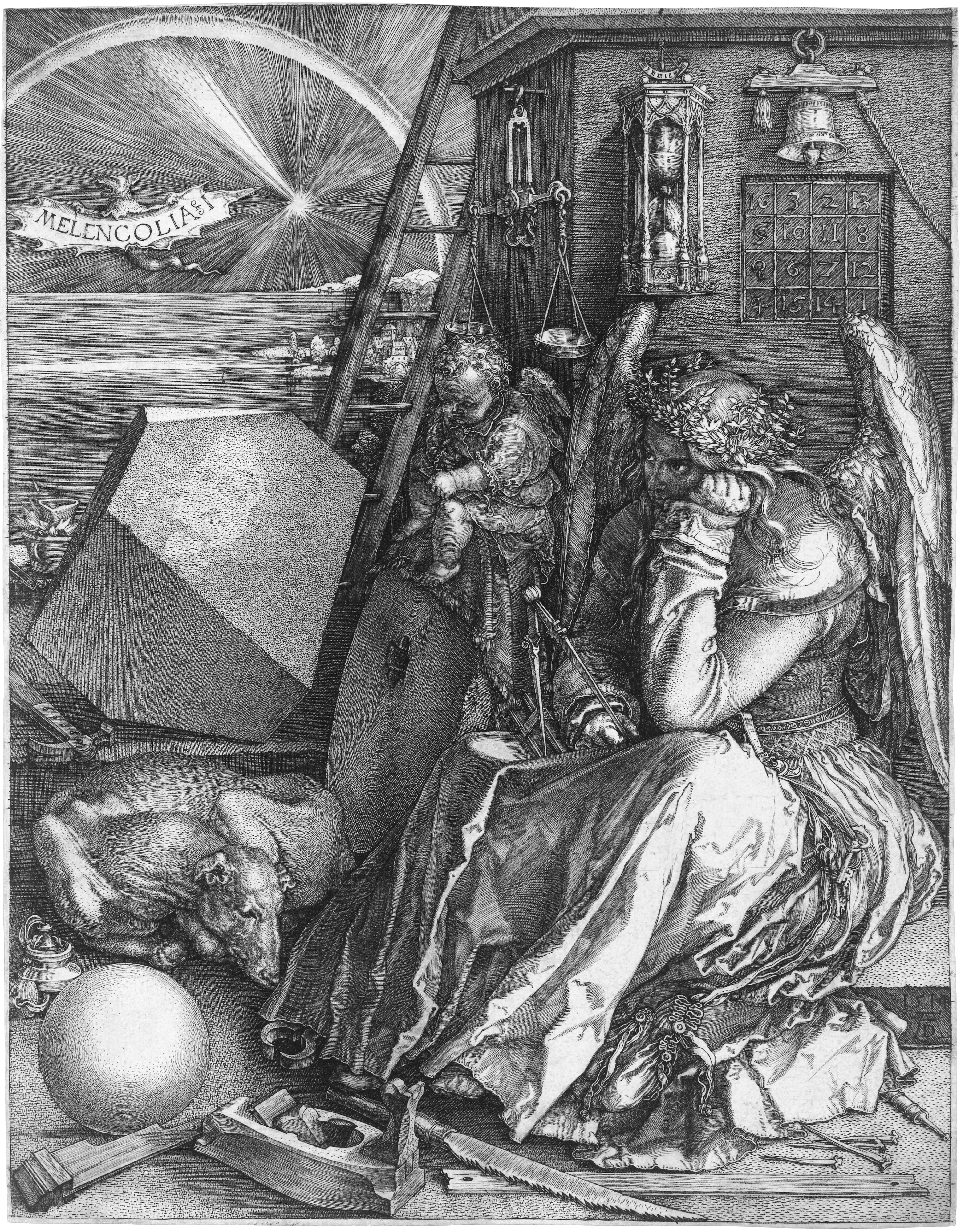
Melancholia I 1514.
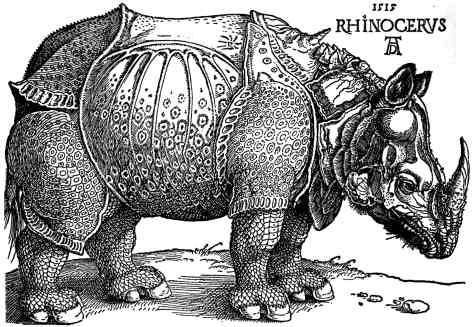
Noshörning 1515.
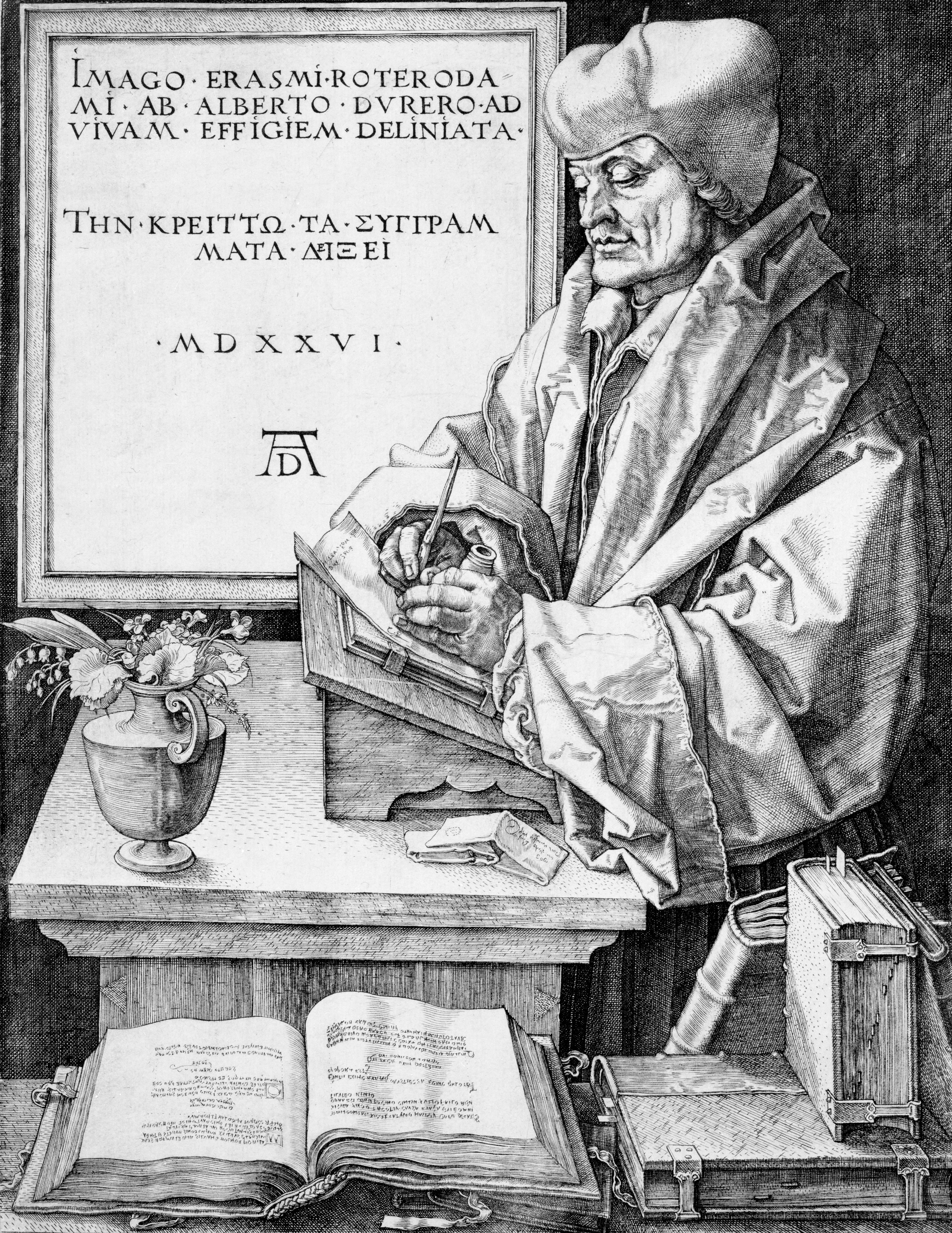
Erasmus av Rotterdam 1526.
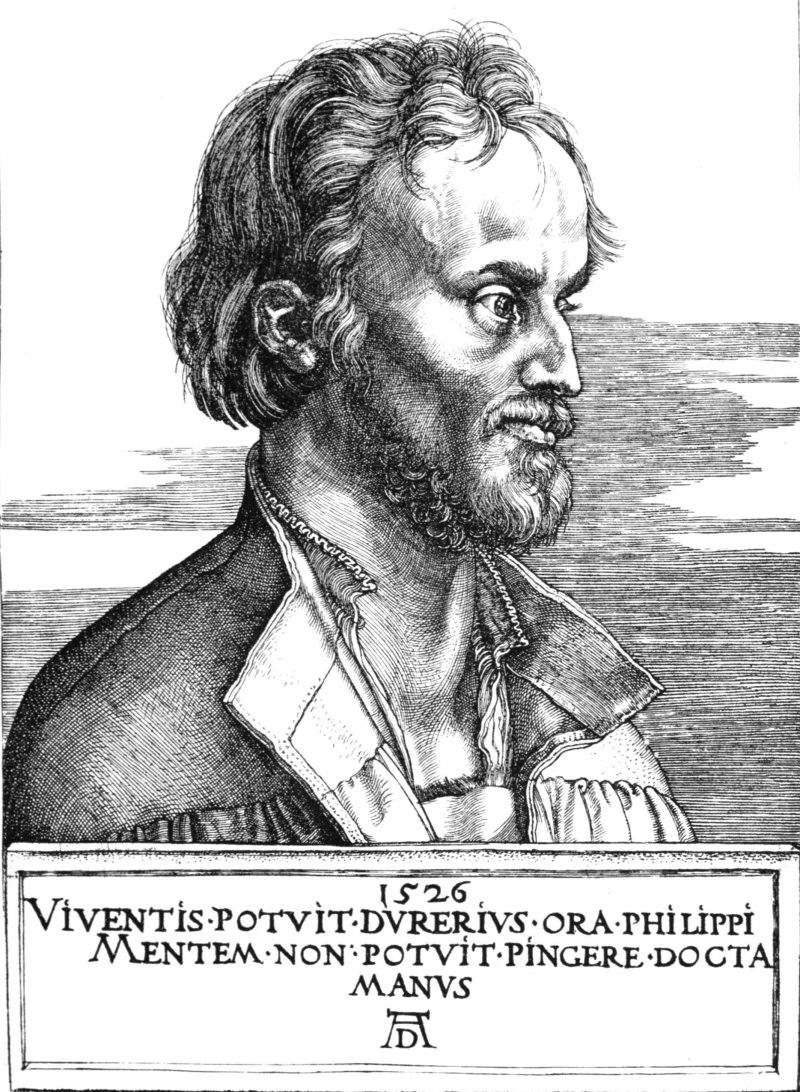
Philipp Melanchthon 1526.
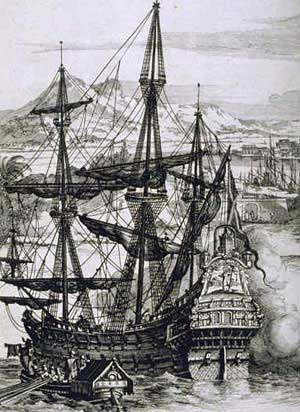
En spansk galeon.

## Eftermäle
En krater på planeten Merkurius, Durerkratern och asteroiden 3104 Dürer har uppkallats efter Albrecht Dürer. Monty Python gjorde en sketch om Albrecht Dürer.